# 葛城町
葛城町（日语：／ Katsuragi chō */?）是位於日本和歌山縣東北部的行政區劃。轄區北部位於和泉山脈，和泉山脈中的葛城山即為町名的由來，南部區域位於紀伊山地，紀之川由東向西從兩個山區之間通過。
轄區呈南北狹長，南北方向最長距離達30公里，東西方向最窄處僅600公尺，位於最南側的舊花園村地區甚至無法從轄內直接抵達，必須藉由國道480號並經高野町才能到達。

## 人口
| 葛城町人口分布圖 |                                               |  |
| 葛城町與日本全國年齡別人口分布比較圖 （2005年資料） | 葛城町的年齡、男女別人口分布圖 （2005年資料） |  |
| ■紫色是葛城町 ■綠色是全国 | ■藍色是男性 ■紅色是女性                       |  |
| 葛城町人口變化 \| 1970年 \| 25,258人 \| \| \| 1975年 \| 24,998人 \| \| \| 1980年 \| 24,496人 \| \| \| 1985年 \| 23,924人 \| \| \| 1990年 \| 22,764人 \| \| \| 1995年 \| 22,052人 \| \| \| 2000年 \| 20,945人 \| \| \| 2005年 \| 19,670人 \| \| \| 2010年 \| 18,230人 \| \| \| 2015年 \| 16,992人 \| \| \| 2020年 \| 15,967人 \| \| |                                               |  |
| 資料來源：日本總務省統計中心提供之人口普查數據 |                                               |  |
| 1970年 | 25,258人                                      |  |
| 1975年 | 24,998人                                      |  |
| 1980年 | 24,496人                                      |  |
| 1985年 | 23,924人                                      |  |
| 1990年 | 22,764人                                      |  |
| 1995年 | 22,052人                                      |  |
| 2000年 | 20,945人                                      |  |
| 2005年 | 19,670人                                      |  |
| 2010年 | 18,230人                                      |  |
| 2015年 | 16,992人                                      |  |
| 2020年 | 15,967人                                      |  |

## 歷史
過去在令制國時代屬於紀伊國伊都郡，江戶時代紀之川以北區域屬於紀州藩領地，以南為高野山的領地；19世紀末明治維新後，劃入和歌山縣。
1889年日本實施町村制，現在的葛城町轄區在當時分屬天野村、花園村、大谷村、四鄉村、見好村、妙寺村、笠田村共七個行政區劃；除花園村以外的區域在1958年整併為葛城町，花園村則在2005年併入葛城町。

### 變遷表
| 1889年4月1日 | 1889年 - 1912年           | 1912年 - 1944年           | 1945年 - 1954年           | 1955年 - 1989年            | 1955年 - 1989年           | 1989年 - 現在             | 現在   |
| ------------ | ------------------------- | ------------------------- | ------------------------- | -------------------------- | ------------------------- | ------------------------- | ------ |
| 花園村       | 花園村                    | 花園村                    | 花園村                    | 花園村                     | 花園村                    | 2005年10月1日 併入葛城町  | 葛城町 |
| 天野村       | 天野村                    | 天野村                    | 天野村                    | 1955年3月1日 合併為見好村  | 1958年7月1日 合併為葛城町 | 1958年7月1日 合併為葛城町 | 葛城町 |
| 見好村       |                           |                           |                           | 1955年3月1日 合併為見好村  | 1958年7月1日 合併為葛城町 | 1958年7月1日 合併為葛城町 | 葛城町 |
| 大谷村       | 大谷村                    | 大谷村                    | 大谷村                    | 1955年3月31日 合併為伊都町 | 1958年7月1日 合併為葛城町 | 1958年7月1日 合併為葛城町 | 葛城町 |
| 四鄉村       |                           |                           |                           | 1955年3月31日 合併為伊都町 | 1958年7月1日 合併為葛城町 | 1958年7月1日 合併為葛城町 | 葛城町 |
| 笠田村       | 笠田村                    | 1920年6月1日 改制為笠田町 | 1920年6月1日 改制為笠田町 | 1955年3月31日 合併為伊都町 | 1958年7月1日 合併為葛城町 | 1958年7月1日 合併為葛城町 | 葛城町 |
| 妙寺村       | 1910年9月1日 改制為妙寺町 | 1910年9月1日 改制為妙寺町 | 1910年9月1日 改制為妙寺町 | 1910年9月1日 改制為妙寺町  | 1958年7月1日 合併為葛城町 | 1958年7月1日 合併為葛城町 | 葛城町 |

## 交通
鐵路西日本旅客鐵道和歌山線和高速公路京奈和自動車道都是沿著紀之川北岸穿過轄內主要市區，其中和歌山線設有五個車站，不過除了笠田車站是業務委託車站外，其餘車站都是無人車站。
過去主要市區內曾經有和歌山巴士那賀經營的客運路線，但2017年和歌山巴士那賀停止經營了葛城町及橋本市區域的路線，目前僅剩下最南部的舊花園村地區還有有田鐵道所經營至有田川町的客運路線；而目前轄內則依靠葛城町社區巴士接手經營和歌山巴士那賀原本的路線。

### 鐵路
- 西日本旅客鐵道
  - 和歌山縣：（←橋本市） - 中飯降車站 - 妙寺車站 - 大谷車站 - 笠田車站 - 西笠田車站 - （紀之川市→）

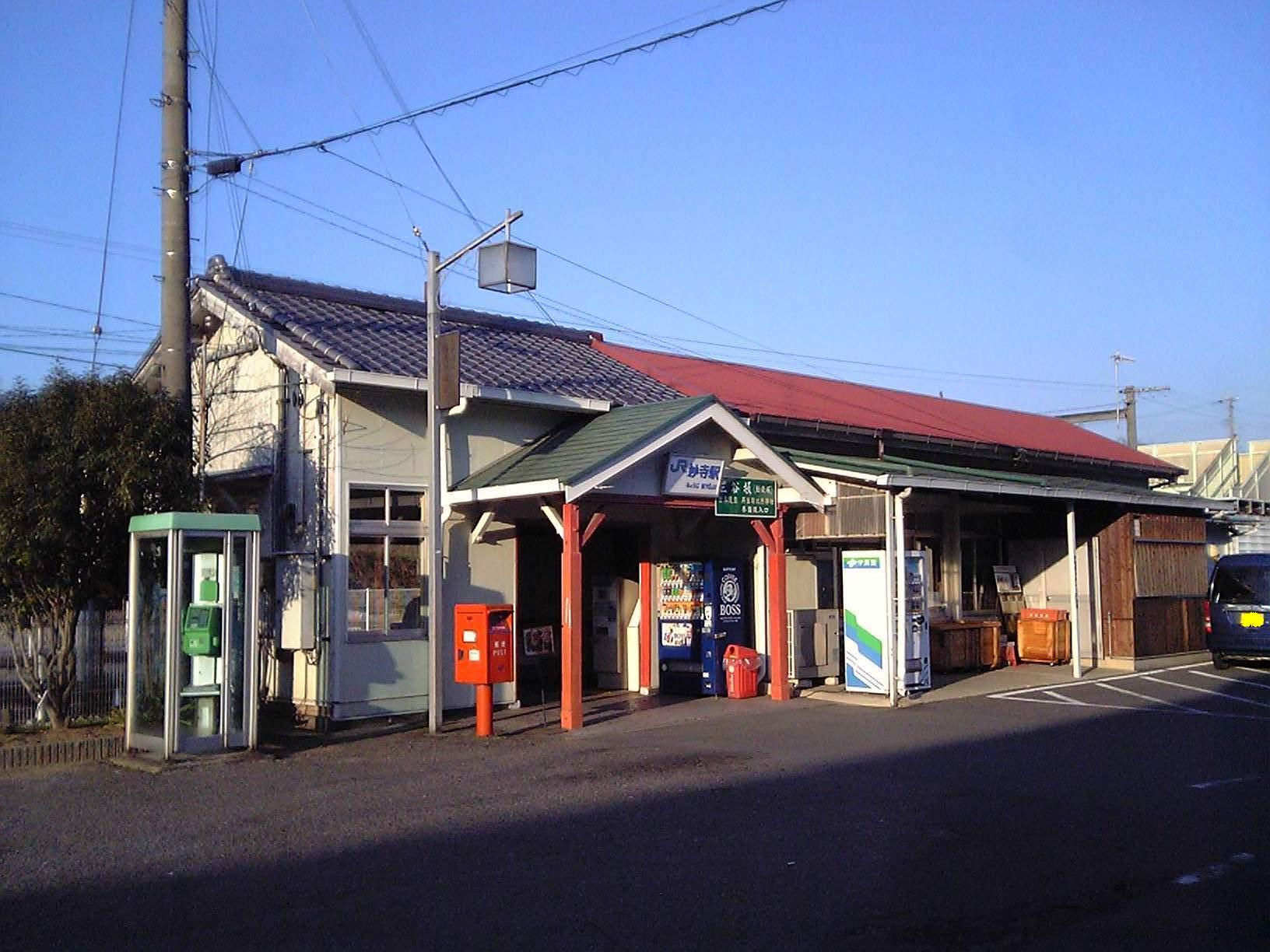
妙寺車站
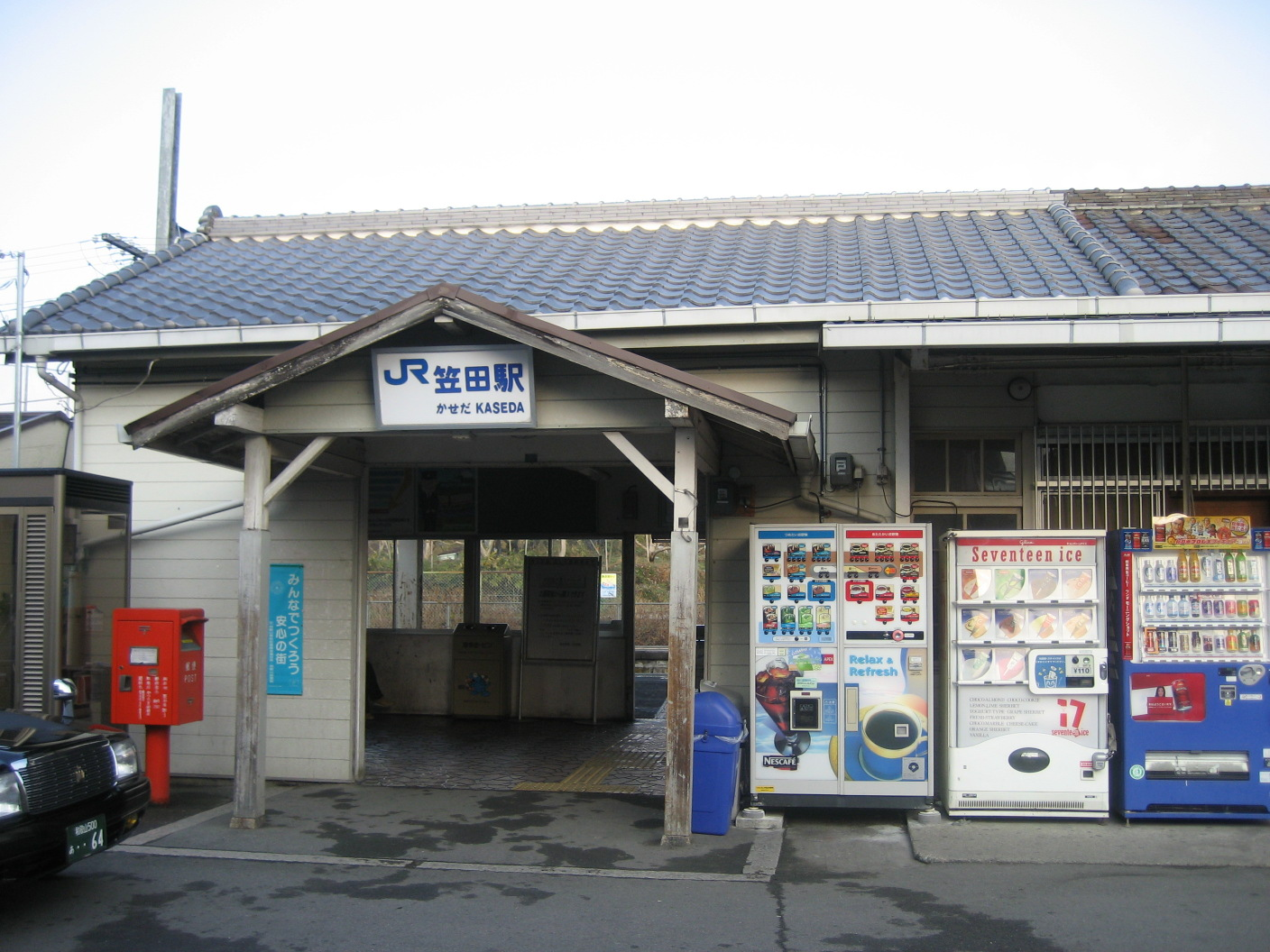
笠田車站

### 公路
高速公路
- 京奈和自動車道：（橋本市） - 紀北葛城交流道 - 葛城西交流道（日语：かつらぎ西インターチェンジ） - （紀之川市）

## 姊妹、友好城市

### 日本
- 和泉市（大阪府）
兩地於1988年締結為友好都市。
- 守口市（大阪府）
守口市與原花園村於1981年締結為友好都市，花園村在2005年併入葛城町後，兩地也接著締結為友好都市。

## 外部連結
- （日語） 葛城町觀光協會 （页面存档备份，存于）
- （日語） YouTube上的葛城町官方頻道頻道